# Luiz Zerbini
Luiz Pierre Zerbini (São Paulo, 28 de abril de 1959) é um artista multimídia brasileiro. Considerado um dos principais representantes da Geração 80 da arte brasileira, participou da Bienal Internacional de São Paulo e possui diversos trabalhos em coleções públicas, entre elas o Inhotim, o Museu de Arte Moderna do Rio de Janeiro, o Museu de Arte Moderna de São Paulo e o Itaú Cultural. Em 1995, recebeu da Associação Paulista de Críticos de Arte o grande prêmio da crítica na categoria de artes visuais.

## Educação
Durante a juventude, estudou pintura com José Antônio Van Acker, fotografia com Carlos Moreira e aquarela com Dudi Maia Rosa. Entre 1978 e 1980, frequentou o curso de Artes Plásticas da Fundação Armando Alvares Penteado, em São Paulo, onde teve o seu primeiro contato com a gravura.

## Carreira
No início da década de 1980, vive no Rio de Janeiro, trabalhando como cenógrafo do grupo teatral Asdrúbal Trouxe o Trombone e realizando performances. Em 2013, publica pela editora Cosac Naify o livro Amor Lugar Comum e, em 2017, junto aos artistas Barrão e Albano Afonso, realiza a mostra Zerbini, Barrão, Albano no Santander Cultural, reunindo 43 trabalhos de pintura, gravura, escultura, instalação e fotografia. Teve em suas obras a curadoria de Marcelo Campos.

## Vida pessoal
Zerbini foi casado com a atriz Regina Casé, com quem teve uma filha.

## Exposições individuais
- Monotipias, Galpão Fortes D’Aloia & Gabriel, São Paulo, Brasil, 2017.
- Monotipias, Santander Cultural, Porto Alegre, Brasil, 2017.
- Stephen Friedman Gallery, Londres, Reino Unido, 2017.
- Perhappiness, Sikkema Jenkins & Co, Nova York, EUA, 2016.
- Natureza Espiritual da Realidade, Galpão Fortes Vilaça, São Paulo, Brasil, 2015.
- Pinturas, Casa Daros, Rio de Janeiro, Brasil, 2014.
- amor lugar comum, Inhotim, Brumadinho, Brasil, 2013.
- Papagaio do Futuro, Max Wigram Gallery, Londres, Reino Unido, 2013.
- Amor, Museu de Arte Moderna do Rio de Janeiro, Rio de Janeiro, Brasil, 2012.
- Galeria Fortes Vilaça, São Paulo, Brasil, 2012.
- Every Jetson has a Flintstone Inside, Max Wigram Gallery, Londres, Reino Unido, 2011.
- Ele vê o que ele sabe, Galpão Fortes Vilaça, São Paulo, Brasil, 2010.
- Ruído, Casa de Cultura Laura Alvim, Rio de Janeiro, Brasil, 2009.
- paisagemnaturezamortaretrato, Centro Universitário Maria Antonia, São Paulo, Brasil, 2008.
- Trepanações e Outros Artifícios, Galeria Fortes Vilaça, São Paulo, Brasil, 2007.
- Do Corpo à Paisagem, Instituto Tomie Ohtake, São Paulo, Brasil, 2006.
- Espaço Maria Bonita, São Paulo, Brasil, 2005.
- Galeria Filomena Soares, Lisboa, Portugal, 2005.
- Galeria Laura Marsiaj, Rio de Janeiro, Brasil, 2004.
- Galeria Fortes Vilaça, São Paulo, Brasil, 2002.
- Galerie Rabouan Moussion, Paris, França, 2001.
- Galeria Laura Marsiaj, Rio de Janeiro, Brasil, 2000.
- Galeria de Arte Marina Potrich, Goiânia, Brasil, 2000.
- Pedra Não É Gente Ainda, Galeria Camargo Vilaça, São Paulo, Brasil, 1999.
- Instituto Cultural Villa Maurina, Rio de Janeiro, Brasil, 1999.
- Paço Imperial, Rio de Janeiro, Brasil, 1998.
- Galeria Anna Niemeyer, Rio de Janeiro, Brasil, 1998.
- Museo Tambo Quirquincho, La Paz, Bolívia, 1997.
- Paço Imperial, Rio de Janeiro, Brasil, 1996.
- Museu de Arte Moderna da Bahia, Salvador, Brasil, 1995.
- Galeria Camargo Vilaça, São Paulo, Brasil, 1995.
- Thomas Cohn Arte Contemporânea, Rio de Janeiro, Brasil, 1994.
- Galeria Camargo Vilaça, São Paulo, Brasil, 1993.
- Acelera Deus, Museu da República, Rio de Janeiro, Brasil, 1992.
- Thomas Cohn Arte Contemporânea, Rio de Janeiro, Brasil, 1992.
- Subdistrito Comercial de Arte, São Paulo, Brasil, 1991.
- Passárgada Arte Contemporânea, Recife, Brasil, 1991.
- Subdistrito Comercial de Arte, São Paulo, Brasil, 1988.
- Escola de Artes Visuais do Parque Lage, Rio de Janeiro, Brasil, 1988.
- Subdistrito Comercial de Arte, São Paulo, Brasil, 1985.
- Galeria Casa do Brasil, Madri, Espanha, 1982.